# U (kana)
En l'escriptura japonesa, els caràcters う (hiragana) i ウ (katakana) són dues mores que ocupen el tercer lloc en el sistema modern d'ordenació alfabètica gojūon (五十音), entre い i え; i el 24è en el poema iroha, entre む i ゐ. Una mora és la unitat superior al segment i inferior a la síl·laba.
A la taula de l'ordre gojūon (per columnes, i de dreta a esquerra), es troba a la primera columna (あ行, columna «a») i a la tercera fila a la qual dona el nom: う段, fila «u»).

La taula gojūon

Tant う com ウ provenen del kanji 宇. Algunes aparicions del caràcter ふ (fu) en posició no inicial han estat substituïdes en el japonès modern per う.
S'utilitza un caràcter de menor mida, ぅ, ゥ; per a la formació de nous sons que no existeixen en el japonès tradicional, com トゥ (tu).
El caràcter う és el que es fa servir generalment per allargar el so de l'«o». Per exemple, la paraula 構想 s'escriu en hiragana こうそう (kousou), però es pronuncia «kōsō». En comptades ocasions es farà servir お (o) per allargar la vocal «o».
El caràcter ウ pot dur l'accent dakuten per formar el so ヴ (vu) per l'adaptació de manlleus d'altres llengües a l'escriptura japonesa.

## Romanització
Segons els sistemes de romanització Hepburn modificat, Kunrei-shiki i Nihon-shiki, う, ウ es romanitzen com a "u".

## Escriptura
|  | El caràcter う s'escriu amb dos traços: 1. Traç diagonal curt en la part superior del caràcter, de dalt a l'esquerra cap a baix a la dreta. 2. Traç curvilini que comença a la part esquerra del caràcter, puja lleugerament, es corba cap a baix i finalment a l'esquerra. |
|  | El caràcter ウ s'escriu amb tres traços: 1. Traç vertical curt, de dalt a baix, en la part superior del caràcter. 2. Traç similar al primer, però a sota i a l'esquerra d'aquest. 3. Traç que primer és horitzontal i al final fa angle i és diagonal (encara que una mica corb) cap a davall a l'esquerra. La part horitzontal ha de tocar als dos primers traços. El traç s'assembla al caràcter フ. |

## Altres escriptures
| う o ウ en braille japonès  | う o ウ en braille japonès                               | う o ウ en braille japonès                                | う o ウ en braille japonès                                                             | う o ウ en braille japonès  |
| --------------------------- | -------------------------------------------------------- | --------------------------------------------------------- | -------------------------------------------------------------------------------------- | --------------------------- |
| う o ウ u                   | ゔ o ヴ vu                                               | うう o ウー ū                                             | ゔう o ヴー vū                                                                         | +う o +ー chōon             |
| ⠉ (braille pattern dots-14) | ⠐ (braille pattern dots-5) · ⠉ (braille pattern dots-14) | ⠉ (braille pattern dots-14) · ⠒ (braille pattern dots-25) | ⠐ (braille pattern dots-5) · ⠉ (braille pattern dots-14) · ⠒ (braille pattern dots-25) | ⠒ (braille pattern dots-25) |

- Alfabet fonètic: 「上野のウ」 (a «u de Ueno»)
- Codi Morse:[7] • • －